# Мелітопольський автобус
Мелітопольський автобус — мережа міських автобусних маршрутів Мелітополя.

## Історія
У далекому 1961 році, щоб задовольнити транспортні потреби мешканців міста в «години-пік», в Мелітополі запустили автобус з причепом. Для прискорення перевезення пасажирів в Мелітопольському автобусному парку пішли таким шляхом: два автобуса з'єднували в єдиний агрегат. До ходового автобусу приєднували автобус без мотора і водія. В якості причепів використовувалися як відсторонені від експлуатації автобуси з демонтованими двигунами, так і спеціально розроблені автомобілеконструкторами. Однак до запуску таких транспортних конструкцій справа так і не дійшла. По-перше, радянським інженерам не вдавалося домогтися повного контролю над причепом. По-друге, потужності двигуна автобуса-локомотива ледь вистачало на впевнений рух при повному завантаженні обох «вагонів».
Проблема з маршрутними перевезеннями у Мелітополі виникла не рік і не два тому. У 2022 році міська влада планує комплексно вирішити проблему з перевезеннями пасажирів, як у виконанні графіка пересування, і по технічному стану. Передбачено запустити першу лінію муніципального транспорту.

## Маршрути
| №   | Початковий пункт                  | Кінцевий пункт                                | Примітки  |
| --- | --------------------------------- | --------------------------------------------- | --------- |
| 1   | Залізничний вокзал                | Вулиця Бєлякова                               |           |
| 2   | с. Костянтинівка (Автопавільон)   | Вулиця Бєлякова                               |           |
| 3   | Новий Мелітополь (Міжрайбаза)     | Вулиця Бєлякова                               |           |
| 3Б  | Новий Мелітополь (вулиця Франка)  | Вулиця Павла Сивицького (магазин «Паляничка») |           |
| 4   | Центральний ринок                 | Вулиця Бєлякова                               |           |
| 5   | Центральний ринок                 | Вулиця Бєлякова                               |           |
| 6   | Центральний ринок                 | Завод «Автокольорлит»                         |           |
| 7   | Залізничний вокзал                | Вулиця Героїв України                         | Кільцевий |
| 8   | База РПС                          | Центральний ринок                             |           |
| 9   | Центральний ринок                 | Новий Мелітополь                              |           |
| 10  | Центральний ринок                 | Новий Мелітополь (депо, вул. Дмитра Грищенка) |           |
| 11  | Північний переїзд                 | Локомотивне депо                              |           |
| 11А | Авіамістечко                      | Новий Мелітополь (Міжрайбаза)                 |           |
| 12  | Залізничний вокзал                | Локомотивне депо                              |           |
| 14  | Лісопарк                          | Завод «Автокольорлит»                         |           |
| 15  | Північний переїзд                 | Центральний ринок                             |           |
| 16А | Центральний ринок                 | Лісопарк                                      |           |
| 17  | Залізничний вокзал                | Центральний ринок                             |           |
| 18  | Вулиця Михайла Оратовського       | Вулиця Лєрмонтова                             |           |
| 18А | Вулиця Бєлякова                   | Центральний ринок                             |           |
| 19  | Центральний ринок                 | Вулиця Пушкіна                                |           |
| 20  | Районна лікарня                   | Центральний ринок                             |           |
| 21  | Центральний ринок                 | Садове                                        |           |
| 22  | Района лікарня                    | Вулиця Бєлякова                               |           |
| 24  | Північний переїзд                 | Вулиця Бєлякова                               |           |
| 25  | Новий Мелітополь (вул. Юр'ївська) | Центральний ринок                             |           |
| 27  | Новий Мелітополь (Міжрайбаза)     | Лісопарк                                      |           |
| 27А | Новий Мелітополь (Міжрайбаза)     | Районна лікарня                               |           |
| 29  | АТП-12307                         | Центральний ринок                             |           |
| 30  | Центральний ринок                 | Новий цвинтар                                 |           |

## Оплата проїзду
З 2 квітня 2014 року по 5 січня 2015 року вартість проїзду складала 2,50 ₴.
З 6 січня по 11 березня 2015 року вартість проїзду складала 3,00 ₴.
З 12 по 26 березня 2015 року вартість проїзду складала 4,00 ₴; для школярів віком від 6 до 14 років та пенсіонерів — 3,00 ₴.
З 27 березня 2015 року вартість проїзду складала 3,50 ₴, для школярів віком від 6 до 14 років та пенсіонерів — 3,00 ₴.
З 24 листопада 2017 року вартість проїзду в Мелітополі становить 4,00 ₴, для осіб похилого віку і дітей віком до 14 років — 3,50 ₴.
У лютому 2018 року до виконкому Мелітопольської міської ради від всіх фірм-перевізників, з якими укладений договір на міські перевезення, надійшли нові розрахунки тарифу у розмірі 5,50 ₴, однак міська влада на найближче засідання виконкому це питання на розгляд не винесла.
З 15 червня 2018 року встановлений тариф на послугу з перевезення пасажирів на міських автобусних маршрутах загального користування в розмірі 5,00 ₴, а для дітей у віці від 6 до 14 років та осіб похилого віку — 4,00 ₴.
Проїзд оплачується водієві перед виходом з автобусу.

## Перевізники
- ПП «Автосвіт»
- ПП «Крісгрант»
- ПП «Мотор-Експрес»
- ПП «Рейс»
- ПП «Транзит»
- ТОВ «Автопрофі М»
- ТОВ «АВТОТРАНСКОМ»
- ТОВ «АТП АСА»
- ТОВ «АТП-АСА»
- ТОВ «Віктор Транс»
- ФОП Д'ячков Андрій Миколайович
- ФОП Науменко Володимир Петрович
- ФОП Панасенко Валерій Дмитрович

## Рухомий склад
- Iveco Daily
- Mercedes-Benz Sprinter
- Mercedes-Benz T1
- Mercedes-Benz T2
- Mercedes-Benz Vario
- Volkswagen LT
- Богдан А069